# Johan Elmander
Johan Erik Calvin Elmander (* 27. Mai 1981 in Alingsås) ist ein ehemaliger schwedischer Fußballspieler. Der Stürmer, der 2002 in der schwedischen Nationalmannschaft debütierte, spielte bisher für Vereine in Schweden, den Niederlanden, Dänemark, Frankreich, England und der Türkei. Im Januar 2018 gab er sein Karriereende bekannt.

## Werdegang

### Verein

#### Anfänge
Elmander begann mit dem Fußballspielen bei Holmalunds IF in seiner Geburtsstadt Alingsås. Für den Drittligisten debütierte der Stürmer 1997 in der Männermannschaft. Mehrere europäische und nationale Mannschaften wie Aston Villa, FC Barcelona und IFK Göteborg wurden auf das 17-jährige Talent aufmerksam, er wechselte jedoch innerhalb Schwedens zu Örgryte IS in die Allsvenskan. Dort gelangen ihm in seiner ersten Spielzeit zwei Tore und er belegte mit dem Göteborger Klub den vierten Platz in der schwedischen Eliteserie. Im Sommer 2000 verließ er den Klub, um für eine Ablösesumme von 25 Millionen schwedischen Kronen in die niederländische Ehrendivision zu wechseln.

#### Erste Schritte im Ausland
Neuer Arbeitgeber des 19-jährigen Nachwuchsspieler wurde Feyenoord Rotterdam. Hier traf er auf Bonaventure Kalou und Jon Dahl Tomasson, kam aber dennoch in seiner ersten Saison in der Hälfte der Saisonspiele zum Einsatz. Als in der folgenden Spielzeit Pierre van Hooijdonk und Robin van Persie verpflichtet wurden, besserte sich seine Situation kaum. Allerdings wurde er im Finalspiel des UEFA-Pokals 2001/02 von Feyenoord-Trainer Bert van Marwijk eingewechselt und trug so zum 3:2-Sieg über Borussia Dortmund und damit zum Titelgewinn bei.
Dennoch wurde Elmander 2002, nachdem er zu Saisonbeginn noch einmal für Feyenoord zum Einsatz gekommen war, nach Schweden verliehen, wo er bei Djurgårdens IF unterschrieb. Er konnte sich direkt als Stammkraft durchsetzen und trug in der zweiten Saisonhälfte der Spielzeit 2002 zum Gewinn des Meistertitels bei. Zudem stand er mit dem Klub im Pokalfinale, das durch einen Treffer von Louay Chanko durch Golden Goal gewonnen wurde. Auch zu Beginn der folgenden Spielzeit stellte er seine Torgefahr unter Beweis, verließ aber den Klub, der zu Saisonende erneut Meister wurde, im Sommer, da der Leihvertrag auslief. Feyenoord verlieh ihn jedoch ein weiteres Mal, dieses Mal innerhalb der Niederlande, wo er bei NAC Breda unterkam. Auch hier etablierte er sich als Stammspieler, war aber nicht so treffsicher wie in Schweden.
Zur Saison 2004/2005 wurde Elmander vom dänischen Verein Brøndby IF verpflichtet, bei dem er einen Vierjahresvertrag unterzeichnete. Mit dem Verein gewann er 2005 das Double aus dänischer Meisterschaft und Pokalsieg und wurde am Ende der Saison beim Klub zum Spieler des Jahres gekürt. In seiner zweiten Spielzeit in Dänemark gelangen ihm 13 Saisontore.

#### In Frankreich und England

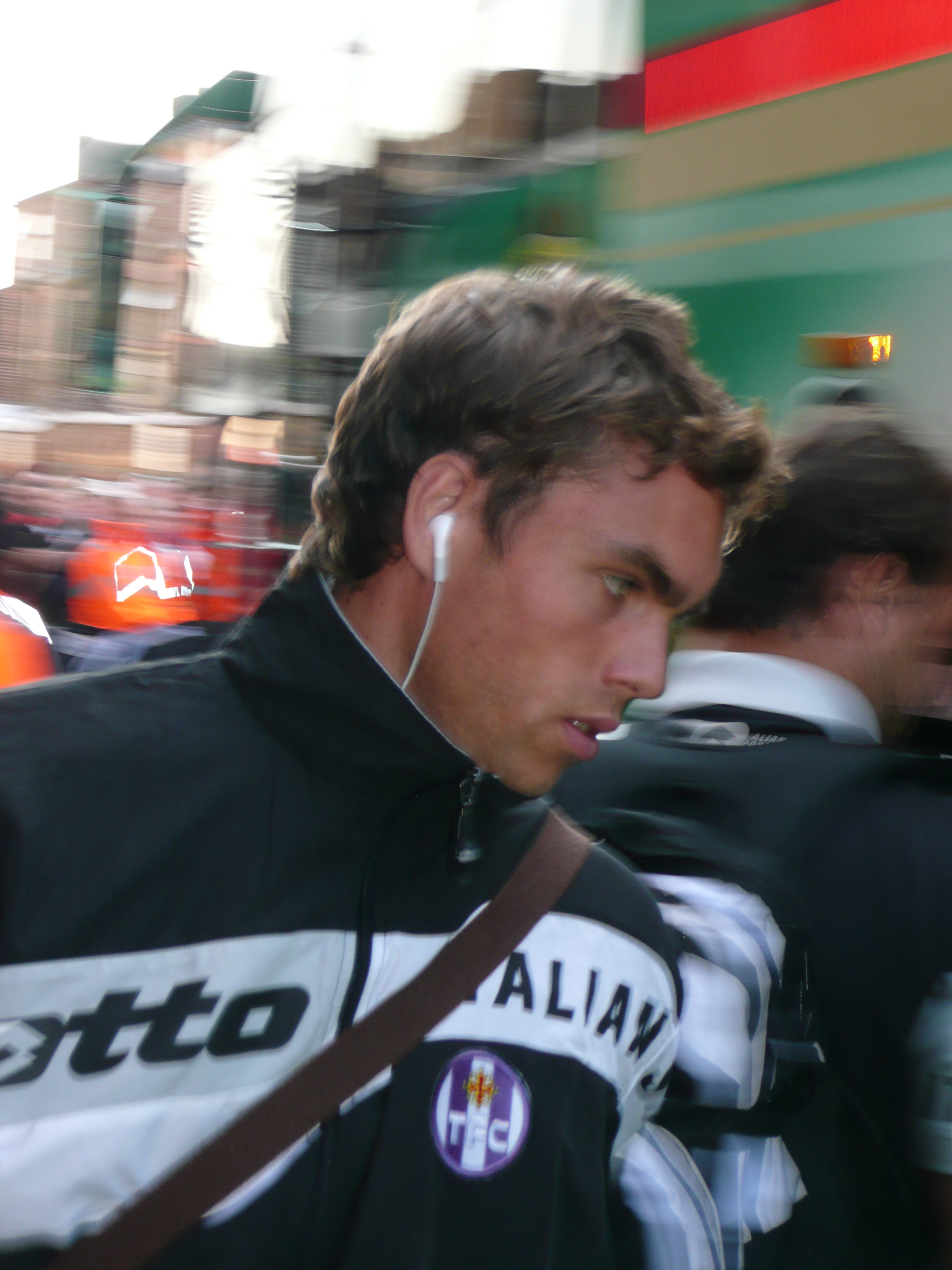
Elmander 2007 im Trainingsanzug des FC Toulouse

Nach der Weltmeisterschaft wechselte Elmander zum französischen Erstligisten FC Toulouse. Die Franzosen überwiesen eine Ablösesumme von fünf Millionen Euro, die von Brøndby IF teilweise an Feyenoord abzutreten war. Für seinen neuen Klub traf er in seinen ersten beiden Spielzeiten jeweils zweistellig in der Liga.
Im Anschluss an das Turnier im Juni 2008 unterschrieb Elmander einen Dreijahresvertrag beim englischen Premier-League-Klub Bolton Wanderers, die ihn für eine Ablöse von zehn Millionen Pfund unter Vertrag nahmen. Bestandteil des Transfers war dabei ein gleichzeitiger Wechsel von Daniel Braaten von den Wanderers zum FC Toulouse. Bei seinem neuen Arbeitgeber konnte er sich auf Anhieb als Stammspieler im Angriff neben Kevin Davies etablieren. An der Seite von Gary Cahill, Matthew Taylor, Jussi Jääskeläinen und Kevin Nolan belegte er mit der Mannschaft trotz des geringen zur Verfügung stehenden Budgets einen Platz im hinteren Mittelfeld. Mit Spielern wie Zat Knight, Lee Chung-yong und Ivan Klasnić verstärkt konnte der Klub nicht an die gut verlaufene Saison anknüpfen und rutschte in den Abstiegskampf, zumal Elmander bis zum Jahreswechsel lediglich zwei Torerfolge gelangen. Daher ersetzte der Verein am 30. Dezember Trainer Gary Megson durch Owen Coyle, unter dessen Leitung sich die Mannschaft bis zum Saisonende um neun Punkte von den Abstiegsrängen distanzierte. Zeitweise musste Elmander dabei auf der Ersatzbank Platz nehmen, zu Beginn der Spielzeit 2010/11 war er jedoch wieder Stammkraft. Dabei glänzte er als regelmäßiger Torschütze und stand kurzzeitig an der Spitze der Torschützenliste. Dank seiner guten Leistungen wurde er zum Spieler des Monats November gewählt und in der Folge als möglicher Wechselkandidat in der Wintertransferperiode erachtet.

#### Wechsel in die Türkei

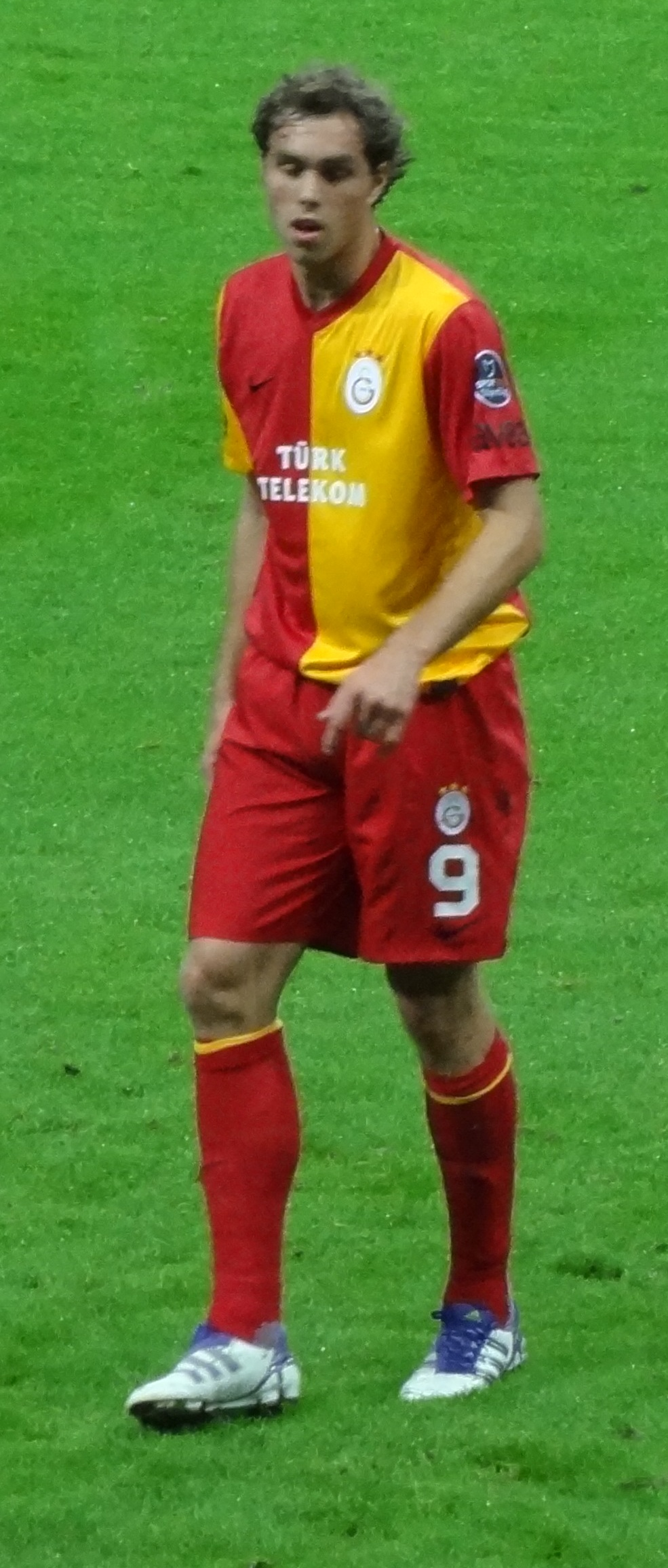
Johan Elmander im Trikot von Galatasaray Istanbul

Elmander spielte ab der Saison 2011/12 für den türkischen Erstligisten Galatasaray Istanbul, bei dem er einen Vertrag bis 2014 unterschrieb. Am 18. September 2011 debütierte er in der Partie gegen Samsunspor, als er in der 61. Spielminute für den verletzten Emmanuel Eboué eingewechselt wurde. In dieser Partie erzielte er seinen ersten Treffer für den Verein.

### Nationalmannschaft
Trotz seiner Reservistenrolle in Rotterdam kam er am 13. Februar 2002 zu seinem Debüt in der schwedischen Nationalmannschaft, als er beim 2:2-Unentschieden gegen Griechenland für Marcus Allbäck eingewechselt wurde. Im Sommer 2004 war er eine der Stützen der schwedischen U21-Auswahl bei der Europameisterschaft 2004, in der die Mannschaft erst im Halbfinale scheiterte und letztendlich den vierten Platz belegte. Nach einer guten Spielzeit bei Brøndby IF kam er im Sommer 2006 in den Kader zur Weltmeisterschaft 2006. In jenem Turnier kam er zu zwei Kurzeinsätzen. Wegen seiner guten Leistungen in Toulouse berief Nationaltrainer Lars Lagerbäck Elmander im Sommer 2008 für die Europameisterschaft 2008. Der Turnierverlauf, bei dem Elmander bei allen Partien auf dem Feld stand, gestaltete sich enttäuschend: Nach einem 2:0-Erfolg gegen Titelverteidiger Griechenland durch Tore von Zlatan Ibrahimović und Petter Hansson zum Auftakt verlor die Mannschaft die folgenden Spiele gegen Russland und den späteren Titelträger Spanien und schied am Ende der Gruppenphase aus. Während der Qualifikation für die Weltmeisterschaft 2014 erzielte Elmander gegen Deutschland einen Treffer. Weiters fiel er beim entscheidenden Spiel gegen Österreich durch das Vortäuschen einer Tätlichkeit durch Marko Arnautovic auf, die zu dessen ungerechtfertigten Ausschluss führte. Schweden gewann 2:1 und konnte als Gruppenzweiter an der Relegation teilnehmen, wo die Mannschaft allerdings mit zwei Niederlagen gegen Portugal ausschied. 

## Titel und Erfolge
- UEFA-Pokal: 2002
- Schwedischer Meister 2002
- Schwedischer Pokalsieger: 2002
- Dänischer Meister: 2005
- Dänischer Pokalsieger 2005
- Türkischer Meister: 2012, 2013
- Türkischer Fußball-Supercup-Sieger: 2012, 2013
- Spieler des Monats der Ligue 1: Februar 2007